# Epigonus marimonticolus
Epigonus marimonticolus är en fiskart som beskrevs av Nikolai V. Parin och Abramov, 1986. Epigonus marimonticolus ingår i släktet Epigonus och familjen Epigonidae. Inga underarter finns listade i Catalogue of Life.